# Еске (Авелино)
Еске је насеље у Италији у округу Авелино, региону Кампанија.
Према процени из 2011. у насељу је живело 83 становника. Насеље се налази на надморској висини од 451 м.